# Modalnost
Modalnost (od lat. modus, 'mjera, način') jedna je od osnovnih leksičko-gramatičkih kategorija kojom se izriče mogućnost spram stanja, odnosno odnos samoga iskaza prema stvarnosti. Riječ je o načinu (modalnosti) na koji se što u vezi s predmetom čini ili događa.
Razlikuje se:
- realna ili stvarna modalnost, tj. obavješćivanje o tome da nešto jest (npr. Popodne spavam)
- potencijalna ili moguća modalnost, tj. obavješćivanje o tome da bi se nešto moglo dogoditi (npr. Popodne bih rado spavao)
- irealna ili nestvarna modalnost, tj. obavješćivanje o tome da (više) nema mogućnosti da se ostvari ono o čemu je riječ (npr. Popodne bih spavao da mogu).[4]

## Vanjske poveznice
- Modalitet. Proleksis enciklopedija.